# Old Wallow
Old Wallow (englisch für Alte Suhle) ist ein 50 m langes und 20 m breites Strandareal an der Ingrid-Christensen-Küste des ostantarktischen Prinzessin-Elisabeth-Lands. Es liegt im Gebiet der Vestfoldberge und ist ein Rastplatz der Pelzrobben. Das Areal ist gekennzeichnet durch auffällige Anhäufungen aus Hinterlassenschaften der Tiere in Form von Fellresten und Kot.
Australische Wissenschaftler benannten es.